# Кветослав Свобода
Кветослав Свобода (чеськ. Květoslav Svoboda, 25 серпня 1982) — чеський плавець.
Учасник Олімпійських Ігор 2000, 2004, 2008 років.
Призер Чемпіонату світу з плавання на короткій воді 2002 року.
Призер Чемпіонату Європи з плавання на короткій воді 2000, 2001, 2002, 2003 років.